# Sulfovanilline
La sulfovanilline (C8H8O6S) est un réactif dérivé de la vanilline utilisé pour la détermination de champignons et pour sélectionner des structures cellulaires en mycologie.

## Définition
Il s'agit d'un composé chimique obtenu par réaction entre la vanilline naturelle ou de synthèse et de l'acide sulfurique.
D'un point de vue général, la combinaison d'un acide fort (acide sulfurique) avec un aldéhyde (vanilline) donne un mélange « réactif » dont le principe est toujours le même : il se combine avec les corps huileux et les composés phénoliques pour se colorer en bleu-gris. Leur réaction sous forme de formule chimique donne ceci :
C8H8O3 + H2SO4 →
C8H8O6S + H2O
Chimiquement et dans son utilisation, la sulfovanilline est proche du Sulfobenzaldéhyde, issu d'une réaction similaire entre l'acide sulfurique et le benzaldéhyde,.

## Utilisations
Tout d'abord utilisé pour la détermination des lichens à la fin du XIXe siècle, ce réactif est utilisé en mycologie afin de discriminer les Agarics en mettant en évidence les dérivés de l'albumine. Et c'est au tout début du XXe siècle que cette solution est employée pour les Russules et les Lactaires, et plus tard les Polypores. Chez les Russules, seules les espèces apparentées à Russula velutipes (dont R. lepidicolor et R. minutula) voient leur chair se colorer d'un rose-rouge vif, les autres espèces ne montrant pas de réactions.
Microscopiquement, cette solution permet de colorer en bleu noir ou gris ardoise le contenu  des  laticifères  et  des  cystides. En effet, sans ce réactif, ces structures passent facilement inaperçues. On  peut ainsi vérifier la présence, la densité, la morphologie et la réactivité des dermatocystides,.